# Chlorosterrha monochroma
Chlorosterrha monochroma är en fjärilsart som beskrevs av Louis Beethoven Prout 1912. Chlorosterrha monochroma ingår i släktet Chlorosterrha och familjen mätare. Inga underarter finns listade i Catalogue of Life.